# 日本複合カフェ協会
一般社団法人日本複合カフェ協会（にほんふくごうカフェきょうかい、英: Japan Complex Cafe Association、略称: JCCA ）は、インターネットカフェや漫画喫茶を運営している事業者を統括する業界団体。
事務局は、東京都千代田区二番町1番地 番町ハイム337（テレビゲームソフトウェア流通協会(ARTS)事務局と同じ部屋）にある。会長は、ランシステム社長の日高大輔。

## 概説
2001年設立。テレビゲームの使用許諾交渉を関係取引事業者へ行い、著作権使用料金などを一括して支払っている。コンピュータソフトウェア著作権協会（ACCS）と密な連携を取り、日本複合カフェ協会未加盟の許諾を取っていない違法なゲームソフト・DVDなどを取り扱う、違法インターネットカフェの告発・ACCSへ報告を定期的に実施して、複合カフェの業界健全化に取り組む。
また、同協会の店舗運営ガイドラインに「会員制度の採用の努力義務」が盛り込まれていることから、加盟している店舗はほとんどが会員制となっている（このため、非会員制がほとんどだったメディアカフェポパイは、2008年4月（広島県などは3月から先行実施）から順次会員制に転換している）。全てのインターネットカフェが加盟している訳ではなく、マンボーなどのように加盟していない事業者も存在する。
2007年7月17日、いわゆる「ネットカフェ難民」について、と題した声明文を発表し、センセーショナルな報道に対する抗議を示している。また、同年9月11日にも追加の声明文が出されている。
2008年5月21日、一部の加盟店舗が店舗運営ガイドラインを遵守していなかったとして書類送検されたことを受け、広島市内で緊急集会が開催され、ガイドラインを遵守するよう声明文が出されている。

## 店舗運営ガイドライン
日本複合カフェ協会では、複合カフェの業界健全化のために、店舗運営ガイドラインを制定している。
- 会員制度の採用の努力義務
ネット犯罪や店内備品の万引き対策など犯罪の抑制または防止、利用者の本人確認の必要性などの理由により、2005年9月1日の第5回総会で店舗運営ガイドラインが改定され、新たに会員制度の採用の努力義務が盛り込まれた。現在、加盟店舗の多くが会員制となっているのはこのためである。
- 防犯カメラなどの設置
これもネット犯罪や店内備品の万引き対策など犯罪の抑制または防止などの理由により、2005年9月1日の第5回総会で店舗運営ガイドラインが改定され、新たに盛り込まれた。
- 客席の見通しの確保及び照度
個室席については通路から客席内の全体を容易に見通せる構造とすること。なお、容易に見通せない構造において、1室の面積が5m²以下の個室席を設置する場合は、風俗営業等の規制及び業務の適正化等に関する法律の規定により、都道府県公安委員会への届け出が義務づけられている。
照度は300lx以上を確保すること。